# Younger Now (альбом)
Younger Now (с англ. «Теперь я моложе») — шестой студийный альбом американской певицы Майли Сайрус. Релиз пластинки состоялся 29 сентября 2017 года. 11 мая был выпущен лид-сингл «Malibu», 9 июня представили промосингл «Inspired». 18 августа состоялась премьера второго сингла, получившего название «Younger Now». Продюсерами альбома являются Орен Йоел и сама Сайрус.

## История
Первым сингл с грядущего, на тот момент неизвестного альбома Сайрус, стал «Malibu», вышедший 11 мая 2017 года. Сингл стал девятым в карьере певицы, попавшим в топ-10 американского хит-парада Billboard Hot 100. 9 июня 2017 года состоялся релиз промосингла «Inspired».
8 августа 2017 года на официальном сайте, а также во всех официальных аккаунтах Майли в социальных сетях появилась небольшая видеозапись обложки нового альбома. На видео запечатлен жакет, на котором постепенно появляется название и дата. Тем самым певица анонсировала дату релиза пластинки.

## Релиз и продвижение
С 18 августа стал доступен предзаказ альбома, релиз которого состоится 29 сентября.
Лид-сингл с альбома под названием «Malibu» Сайрус впервые представила 13 мая 2017 года в живом исполнении на ежегодном концерте Wango Tango, проходившем на стадионе Стабхаб Сентер, расположенным на территории кампуса Университета штата Калифорния—Домингес-Хиллс в городе Карсон, в шестнадцати километрах к югу от центра Лос-Анджелеса, где была в качестве специального гостя. Она также планировала выступить с ней на церемонии вручения музыкальных наград 2017 Billboard Music Awards, что и произошло 21 мая 2017 года с участием её отца Билли Рэй Сайруса и младшей 17-летней сестры Ноа Сайрус.
Спустя сутки она исполнила эту песню на финальном концерте шоу The Voice.
Промосингл «Inspired» Сайрус представила 4 июня 2017 года на благотворительном концерте Арианы Гранде One Love Manchester, который прошёл в память о жертвах теракта на концерте Гранде в Манчестере.
Сайрус исполнила песни «Malibu» и «Inspired» на шоу The Tonight Show Starring Jimmy Fallon 14 июня. 22 августа запустила сайт для своего альбома, youngernow.com, на который фаны могли загружать фото для сингла «Younger Now». 27 августа Сайрус впервые исполнила песню «Younger Now» на церемонии награждения MTV Video Music Awards.

## Об альбоме
О пластинке Майли рассказала изданию Billboard: «Я обнимаю этот мир и говорю: „Эй, смотри, мы хороши — я тебя люблю“. И надеюсь, ты сможешь сказать, что любишь меня в ответ».
Отец певицы, певец Билли Рэй Сайрус поддержал дочь, сказав: «Этот альбом опирается на её корни, как никогда прежде. И это справедливо для неё».

## Отзывы
| Совокупная оценка    | Совокупная оценка |
| Источник             | Оценка            |
| -------------------- | ----------------- |
| Metacritic           | 60/100            |
| Оценки критиков      |                   |
| Источник             | Оценка            |
| AllMusic             | [ 19 ]            |
| Consequence of Sound | C-                |
| Entertainment Weekly | B                 |
| The Guardian         | [ 1 ]             |
| Idolator             | [ 22 ]            |
| The Independent      | [ 23 ]            |
| NME                  | [ 24 ]            |
| Pitchfork            | 4.7/10            |
| Slant Magazine       | [ 25 ]            |

Альбом получил положительные и смешанные отзывы музыкальных критиков и интернет-изданий. На сайте Metacritic Younger Now получил оценку 66 из 100 на основе 8 рецензий музыкальных журналистов. Стефен Томас Эрлуайн из AllMusic оценил
Younger Now в 3,5 из 5 звёзд, сказав, «кажется, что альбом выглядит немного разрозненным по мере того, как перескакивает от песни к песне, он тем не менее добавляет нечто новое к портрету поп-звезды, настолько уверенной в себе, что она не беспокоится о таких тонкостях, как старомодный стиль». Дэйв Симпсон из газеты The Guardian отметил, «На Younger Now она взяла под свой контроль и сочинение песен и музыку и стала консервативной, крупномасштабной, поп-звездой с песнями с небольшим влиянием стиля кантри». С другой стороны, журналист Клэр Лобенфельд из издания Pitchfork дал альбому рейтинг 4,7 из 10 сказав: «Безвкусный продакшн и слабые тексты ослабили стиль Younger Now, сделав его просто намёком о музыканте по имени Майли Сайрус, чем то, что могло бы быть».

## Коммерческий успех
Younger Now дебютировал с восьмой строчки в Великобритании, став четвёртой пластинкой певицы, попавшей в топ-10 британского чарта UK Albums Chart. Он также стал четвёртым альбомом певицы в топ-10 Австралии после Breakout (№ 1), Can't Be Tamed (№ 4) и Bangerz (№ 1), добравшись до второй строчки чарта ARIA Albums Chart. Альбом дебютировал на пятом месте американского хит-парада Billboard 200, продавшись в количестве 45000 копий, из которых 33000 — чистые продажи. Younger Now стал её 11-м диском в топ-10 в США.

## Синглы
- Malibu — лид-сингл[29]
- Inspired — промосингл
- Younger Now — второй сингл
- Week Without You — промосингл

## Список композиций
Apple Music.
| №                   | Название                                 | Автор(ы)                | Продюсеры           | Длительность |
| ------------------- | ---------------------------------------- | ----------------------- | ------------------- | ------------ |
| 1.                  | «Younger Now»                            | Майли Сайрус Орэн Йоэль | Йоэль Сайрус        | 4:08         |
| 2.                  | «Malibu»                                 | Сайрус Йоэль            | Йоэль Сайрус        | 3:51         |
| 3.                  | «Rainbowland» (при участии Долли Партон) | Сайрус Долли Партон     | Йоэль Сайрус        | 4:25         |
| 4.                  | «Week Without You»                       | Сайрус                  | Йоэль Сайрус        | 3:44         |
| 5.                  | «Miss You So Much»                       | Сайрус                  | Йоэль Сайрус        | 4:53         |
| 6.                  | «I Would Die for You»                    | Сайрус                  | Йоэль Сайрус        | 2:53         |
| 7.                  | «Thinkin'»                               | Сайрус                  | Йоэль Сайрус        | 4:05         |
| 8.                  | «Bad Mood»                               | Сайрус                  | Йоэль Сайрус        | 2:59         |
| 9.                  | «Love Someone»                           | Сайрус                  | Йоэль Сайрус        | 3:19         |
| 10.                 | «She's Not Him»                          | Сайрус                  | Йоэль Сайрус        | 3:33         |
| 11.                 | «Inspired»                               | Сайрус Йоэль            | Йоэль Сайрус        | 3:21         |
| Общая длительность: | Общая длительность:                      | Общая длительность:     | Общая длительность: | 41:11        |

## Чарты
| Чарт (2017)                       | Высшая позиция |
| --------------------------------- | -------------- |
| Австралия (ARIA)                  | 2              |
| Австрия (Ö3 Austria)              | 8              |
| Бельгия/Фландрия (Ultratop)       | 17             |
| Бельгия/Валлония (Ultratop)       | 21             |
| Канада (Canadian Albums Chart)    | 3              |
| Хорватия (IFPI)                   | 33             |
| Чехия (ČNS IFPI)                  | 9              |
| Дания (Hitlisten)                 | 25             |
| Нидерланды (Album Top 100)        | 11             |
| Франция (SNEP)                    | 40             |
| Германия (Offizielle Top 100)     | 16             |
| Greek Albums (IFPI)               | 25             |
| Венгрия (MAHASZ)                  | 35             |
| Ирландия (IRMA)                   | 5              |
| Италия (Classifica album)         | 9              |
| Japanese Albums (Oricon)          | 44             |
| Mexican Albums (AMPROFON)         | 11             |
| Новая Зеландия (RMNZ)             | 4              |
| Норвегия (VG-lista)               | 9              |
| Польша (ZPAV)                     | 19             |
| Португалия (AFP)                  | 6              |
| Шотландия (Scottish Albums Chart) | 7              |
| Slovak Albums (ČNS IFPI)          | 8              |
| South Korean Albums (Gaon)        | 81             |
| Испания (PROMUSICAE)              | 1              |
| Швеция (Sverigetopplistan)        | 11             |
| Швейцария (Schweizer Hitparade)   | 11             |
| Великобритания (UK Albums Chart)  | 8              |
| US Billboard 200                  | 5              |

## Сертификации
| Регион                                                      | Сертификация | Продажи |
| ----------------------------------------------------------- | ------------ | ------- |
| Канада (Music Canada)                                       | Золотой      | 40 000  |
| ^ Данные о тиражах приведены только на основе сертификации. |              |         |

## История выпуска
| Страна | Дата             | Формат                           | Лейбл       | Прим.  |
| ------ | ---------------- | -------------------------------- | ----------- | ------ |
| США    | 29 сентября 2017 | CD, цифровая загрузка и стриминг | RCA Records | [ 61 ] |
| Россия | 29 сентября 2017 | CD, цифровая загрузка и стриминг | RCA Records | [ 5 ]  |